# XD-Picture Card
xD-Picture Card je druh paměťové karty určené především pro použití v digitálních fotoaparátech. V současnosti se však již nevyrábějí přístroje používající xD karty.

## Historie
Karta byla vyvinuta společnostmi Olympus a Fujifilm, jež ji představily v červenci roku 2002. Pro tyto společnosti karty vyrábějí Toshiba Corporation a Samsung Electronics. Společnosti, jako například Kodak, SanDisk, nebo Lexar, mají karty xD ve svém prodejním sortimentu.

## Popis
Zkratka xD znamená extreme Digital, neboli v překladu extrémně Digitální.
xD karty se používají hlavně v digitálních fotoaparátech značek Olympus a Fujifilm, ale i v digitálních hlasových záznamnících Olympus a mp3 přehrávačích Fujifilm. Karty jsou nabízeny v kapacitách 16 MB, 32 MB, 64 MB, 128 MB, 256 MB, 512 MB, 1 GB a 2 GB. Karty bez ohledu na svůj typ a velikost mají rozměry 20 × 25 × 1,78 mm a váhu 2,8 gramů.

## Typy karet
xD karty se vyrábí ve variantách H, M a M+
Kvůli změnám ve struktuře však karty M i H vykazují problémy v kompatibilitě se staršími přístroji, obzvláště při záznamu videa. Společnosti využívající ve svých zařízeních xD karty proto zveřejnily seznamy kompatibilních zařízení..

### Typ H
Karta s typem H, uvolněná v listopadu 2005 , nabízí vyšší přístupové rychlosti k datům (až 2–3×) než u typu M. Rovněž obsahuje speciální „obrazové efekty“, ačkoliv většina z nich je přístupná pouze s digitálními fotoaparáty Olympus.

### Typ M

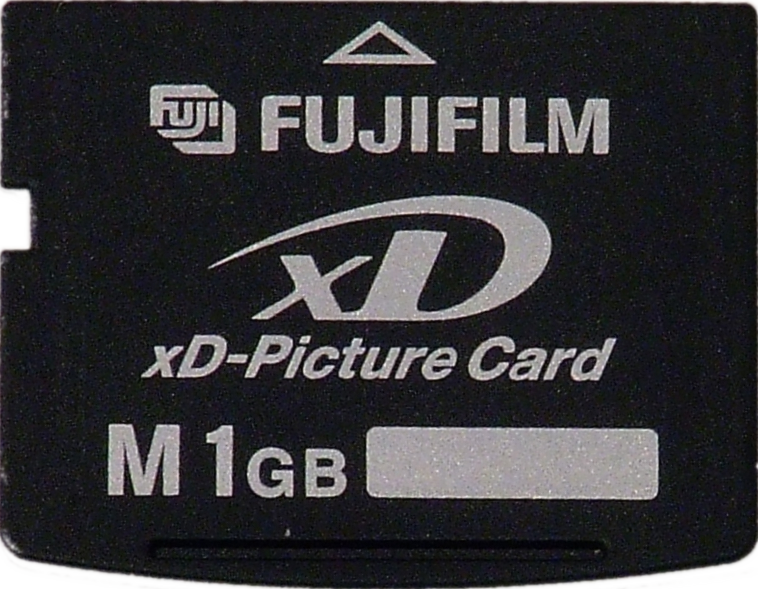
xD karta typu M o velikosti 1 GB

Karta typu M byla do prodeje uvolněna v únoru 2005 , používá architekturu Multi Level Cell (MLC) umožňující další rozvoj až do kapacity 8 GB. Nevýhodou typu M je především pomalejší rychlost zápisu i čtení než v případě karty o kapacitě 512MB.

### Typ M+
V dubnu roku 2008 byl na trh uvedeno nový typ xD karet s označením M+. Tyto paměťové karty by měly dosahovat 1,5krát vyšší rychlost zápisu i čtení než starší řada M. Tento typ je vyráběn pouze ve velikostech 1 a 2 GB a je plně kompatibilní s verzí M.

## Použití

### Velikosti a rychlosti karet
| Typ karty | Rychlost zápisu (MB/s) | Rychlost čtení (MB/s) | Dostupné kapacity | Dostupné kapacity | Dostupné kapacity | Dostupné kapacity | Dostupné kapacity | Dostupné kapacity | Dostupné kapacity | Dostupné kapacity |
| --------- | ---------------------- | --------------------- | ----------------- | ----------------- | ----------------- | ----------------- | ----------------- | ----------------- | ----------------- | ----------------- |
| Typ karty | Rychlost zápisu (MB/s) | Rychlost čtení (MB/s) | 16 MB             | 32 MB             | 64 MB             | 128 MB            | 256 MB            | 512 MB            | 1 GB              | 2 GB              |
| Standard  | 1.3                    | 5                     |                   |                   |                   |                   |                   |                   |                   |                   |
| Standard  | 3                      | 5                     |                   |                   |                   |                   |                   |                   |                   |                   |
| M         | 2.5                    | 4                     |                   |                   |                   |                   |                   |                   |                   |                   |
| H         | 4                      | 5                     |                   |                   |                   |                   |                   |                   |                   |                   |
| M+        | 3.75                   | 6                     |                   |                   |                   |                   |                   |                   |                   |                   |

### Provozní podmínky
- Provozní napětí: 3,3 V
- Provozní teplota: 0 až 55 °C
- Skladovací teplota: −20 až +65 °C
- Vlhkost: < 95 %

### Přenos dat
Data z xD karty lze přenést do počítače přes čtečku paměťových karet nebo připojením fotoaparátu či jiného zařízení k PC přes USB). V obou případech počítač kartu sám rozpozná jako velkokapacitní paměťové zařízení. Je možno použít jak čtečku interní tak externí nebo adaptér umožňující zasunutí karty xD do čteček jiných formátů karet jako je Flash Card nebo SD. Stejné adaptéry lze použít i v fotoaparátech.

### Podrobná specifikace
Podrobná specifikace karet potřebná k jejich dalšímu rozvoji a uplatnění mimo přístroje Olympus a Fujifilm, je přísně střežena. Je však známo, že xD karty (stejně jako SmartMedia) spočívají na čipu „controller-less NAND flash memory“ vsazeném v plastu.

## Konkurence

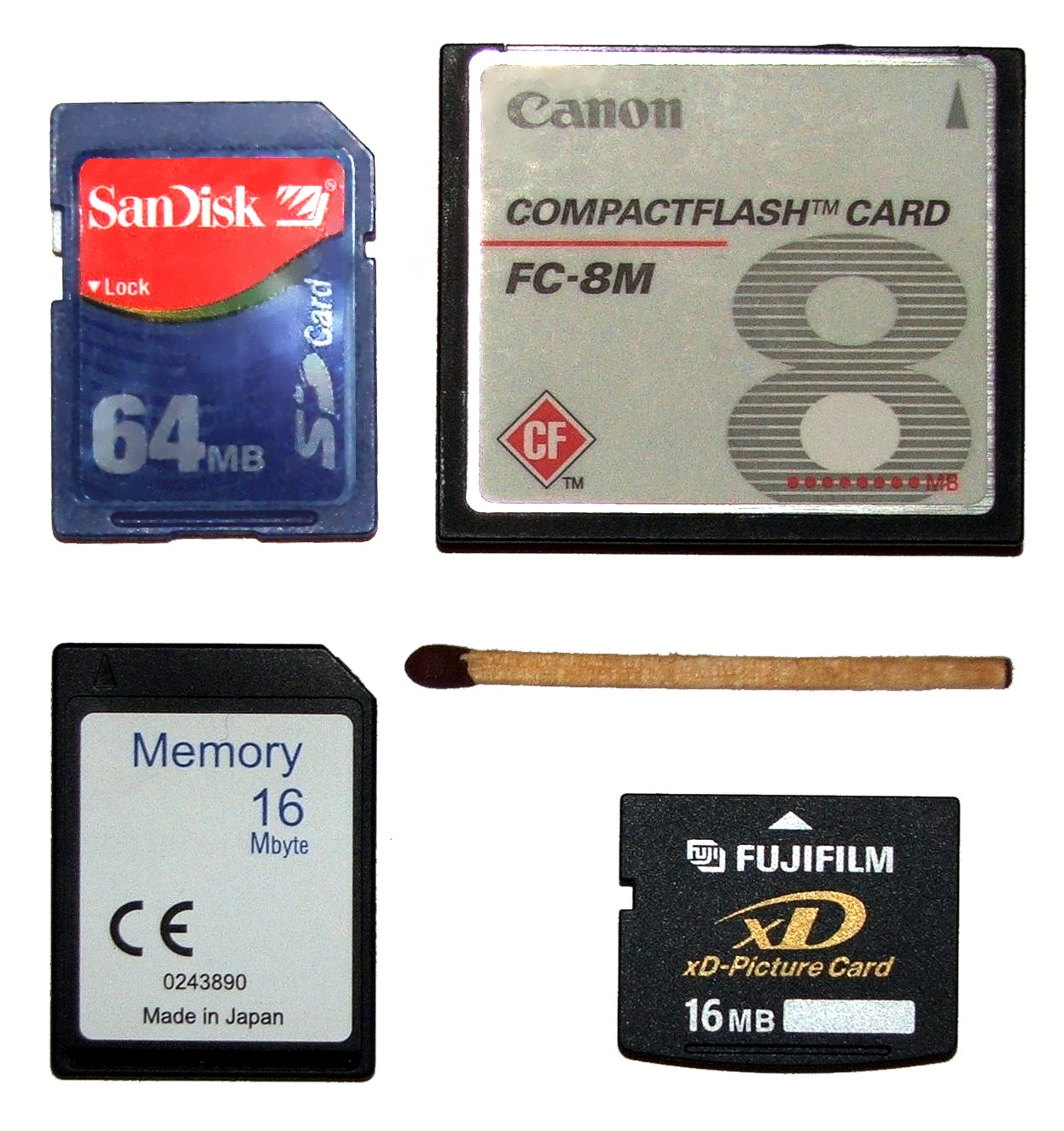
Porovnání xD karty s SD a CF kartou

Formát xD soupeřil především s formáty jako Secure Digital (SD), CompactFlash (CF) či Memory Stick od firmy Sony. xD karty jsou v porovnání s některými staršími platformami (jako SmartMedia (SM), MultiMediaCard (MMC) nebo Memory Stick (MS)) rychlejší a mají poměrně malou spotřebu energie. Extreme digital karty jsou v porovnání až dvakrát dražší, než karty o stejných objemech jiných platforem a nejsou tak široce podporovány ať již ve fotoaparátech, čtečkách, nebo u výrobců příslušenství. Formát xD je patentovaný používaný pouze u Fujifilmu a Olympusu, stejně tak jako například karta Memory Stick u Sony, to znamená, že chybí veřejná dokumentace či popis provedení (opakem k tomuto jsou formáty SD či CompactFlash). Při formátování karty v počítači mohou nastat problémy s jejím rozpoznáním ve fotoaparátu či jiném zařízení.
Kvůli omezenému použití v jiných kategoriích než jsou digitální fotoaparáty, karty xD ztratily na popularitě na úkor platformy SD, jež jsou všestranně používány v chytrých telefonech, PDA, digitálních audio přehrávačích, a většinou ostatních výrobců digitálních fotoaparátů. Výrobci zařízení pro tyto karty již zahájili přechod na formát SD uváděním přístrojů, které mohou používat oba typy karet – Fujifilm XD i SD a Olympus pro XD i microSD.